# Mónica Cahen D'Anvers
Mónica Cahen D'Anvers (Buenos Aires, 7 de novembre de 1934), també coneguda com a Mónica Mihánovich, és una periodista, ex-actriu i conductora de televisió argentina.

## Biografia
Filla del comte Gilbert George Louis Cahen D'Anvers ―aristòcrata francès― i de l'argentina María Elina Láinez Peralta de Alvear. Cursà estudis secundaris al Northlands School d'Olivos els universitaris en la Universitat de Cambridge. Va guanyar el premi Konex en 1981 i 1987 per la seva labor periodística i 25 premis Martín Fierro. En 1957 es va casar amb Iván Mihanovich i d'aquest matrimoni van néixer Sandra Mihanovich i Iván (Vane) Mihanovich Fill. Anys després es va separar de Mihánovich i des de 1978 viu amb el també periodista César Mascetti (n. 1941), amb qui es va casar en 2003, després de 25 anys de convivència.

## Trajectòria com a actriu
Entre 1964 i 1970 va treballar en la telenovel·la El amor tiene cara de mujer. També entre 1964 i 1965 va participar en les pel·lícules Con gusto a rabia i Extraña invasión, respectivament. Va tornar al cinema en 1979, interpretant-se a si mateixa a la pel·lícula Expertos en pinchazos. Va deixar la seva carrera de actriu per a dedicar-se de ple al periodisme.

## Trajectòria com a periodista
Mónica va començar a treballar com a presentadora del noticiari Telenoche el 3 de gener de 1966. Al principi, va treballar a duo amb el periodista Andrés Percivale, però més tard aquest va ser reemplaçat per César Mascetti i la presència de tots dos al capdavant del noticiari va ser per molts anys una de les característiques distingibles d'aquesta cadena.
Entre 1978 i 1980 va dirigir el programa periodístic Mónica presenta, al principi setmanal i després de freqüència diària.
L'any 2001 van ser guardonats amb el premi Martín Fierro d'Or per la seva trajectòria. El treball conjunt de la parella Cahen D'Anvers-Mascetti es va estendre fins a l'any 2003, any en què van deixar de treballar a Canal 13 i Todo Noticias. A l'abril de 2004 tots dos van començar a treballar a Radio del Plata, en un programa titulat Mónica y César, nom amb el qual es coneix a la parella.

## Vida privada
El 6 de juny de 2003, Mónica i César es van casar en una discreta cerimònia, coronant així el seu romanç de gairebé 25 anys. Tenen una propietat a San Pedro (150 km al nord-oest de Buenos Aires), anomenada La Campiña de San Pedro de Mónica y César.

## Televisió
- 1965: Show Rambler
- 1966/1968: Las travesuras de Malvino (després anomenat El libro gordo de Petete)
- 1966-1973: Telenoche
- 1972: La Televisión
- 1976: A mi Estilo
- 1977-1980: Mónica Presenta
- 1981-1982: Mónica y Andrés
- 1985: El Candidato
- 1986: El Personaje
- 1988: Edición Especial
- Gener-Juny 1989 i Gener-Març 1990: Canal 13 Informa
- Juliol-Desembre 1989: Titulares 13
- 1990-2003: Telenoche
- 1993-1995: ¿Te Acordás Mónica?
- 1996-2003: Al Pan Pan
- 2004: Telenoche Especial
- 2008-2014: Frutas de la Huerta
- 2017: Juventud Acumulada